# Lichte driestreepdansvlieg
De lichte driestreepdansvlieg (Empis trigramma) is een insect uit de familie dansvliegen.

## Algemeen
De lichte driestreepdansvlieg is een vrij algemene dansvlieg die vrij klein is en rond de 7mm groot wordt.

## Uiterlijk
De vlieg is vrijwel geheel oranje gekleurd en heeft net als alle andere dansvliegen lange poten en een lange snuit. Het borststuk is grijs gekleurd en heeft 3 duidelijke zwarte strepen erop zitten.

## Vliegtijd
De vliegtijd duurt van april tot mei.